# Anse à Galets (ort)
Anse à Galets är en ort i Haiti.   Den ligger i departementet Ouest, i den centrala delen av landet, 60 km nordväst om huvudstaden Port-au-Prince. Anse à Galets ligger 14 meter över havet och antalet invånare är 7 178. Den ligger på ön Île de la Gonâve.
Terrängen runt Anse à Galets är kuperad åt sydväst, men norrut är den platt. Havet är nära Anse à Galets åt nordost. Runt Anse à Galets är det ganska tätbefolkat, med 160 invånare per kvadratkilometer. Det finns inga andra samhällen i närheten. Omgivningarna runt Anse à Galets är en mosaik av jordbruksmark och naturlig växtlighet.